# Ejido Adalberto Vélez
Ejido Adalberto Vélez är en ort i Mexiko.   Den ligger i kommunen Santa María Jacatepec och delstaten Oaxaca, i den sydöstra delen av landet, 400 km sydost om huvudstaden Mexico City. Ejido Adalberto Vélez ligger 88 meter över havet och antalet invånare är 166.
Terrängen runt Ejido Adalberto Vélez är varierad. Runt Ejido Adalberto Vélez är det ganska glesbefolkat, med 24 invånare per kvadratkilometer. Närmaste större samhälle är Ayotzintepec, 19,8 km sydväst om Ejido Adalberto Vélez. I omgivningarna runt Ejido Adalberto Vélez växer i huvudsak städsegrön lövskog.